# Virgin Radio (Royaume-Uni)
Virgin Radio (anciennement Virgin 1215) est l'une des trois stations de radio britanniques nationales indépendantes. Le nom Virgin Radio a disparu le 29 septembre 2008 pour devenir Absolute Radio dû au changement de propriétaire de la station.